# Quái vật ác chiến người hành tinh
Quái vật ác chiến người hành tinh (Monsters vs. Aliens) là một bộ phim phiêu lưu hoạt hình máy tính của Mỹ năm 2009 do DreamWorks Animation sản xuất và được phân phối bởi DreamWorks Pictures. Bộ phim do Conrad Vernon và Rob Letterman, đạo diễn, với sự tham gia của các diễn viên Reese Witherspoon, Seth Rogen, Hugh Laurie, Will Arnett, Kiefer Sutherland, Rainn Wilson, Stephen Colbert, và Paul Rudd.